# Heterudea
Heterudea és un gènere d'arnes de la família Crambidae.

## Taxonomia
- Heterudea grisealis Dognin, 1905
- Heterudea illustralis Dognin, 1905